# Unreal Tournament 2004
Unreal Tournament 2004 (abrégé UT2004) est un jeu vidéo de tir à la première personne développé par Epic Games et Digital Extremes et publié par Atari Inc. sur PC le 16 mars 2004 en Amérique du Nord et le 19 mars 2004 en Europe. Le jeu a également été publié sur Macintosh par MacSoft Games le 31 mars 2004. Il fait suite à Unreal Tournament 2003 dont il reprend l'univers de science-fiction dans lequel le joueur incarne un combattant participant à un tournoi de combats à mort. Comme son prédécesseur, le jeu est orienté multijoueur, son mode solo se focalisant sur des affrontements contre des bots dans différents modes de jeu.
Unreal Tournament 2004 est basé sur le même moteur de jeu que son prédécesseur et réutilise une grande partie de son code et de son contenu. Il intègre cependant de nombreuses nouveautés en matière de gameplay avec notamment de nouvelles armes et de nouveaux modes de jeu, comme attaque ou assaut, dans lesquels les joueurs peuvent utiliser des véhicules. À sa sortie, il est encensé par la presse spécialisée, qui met en avant la richesse de son contenu et les améliorations apportées au système de jeu d’UT2003, et est désigné par plusieurs sites et magazines comme le jeu multijoueur de l’année. Après sa sortie, Epic Games se concentre sur le développement d'une nouvelle génération de moteur graphique qu'ils utilisent ensuite pour développer Unreal Tournament 3 qui est publié en novembre 2007.
Un nouveau Unreal Tournament, utilisant l'UnrealEngine 4, était en projet mais n'a pas dépassé le stade de la version alpha et a été abandonné en 2014 afin de pouvoir concentrer les efforts sur le développement de Fortnite Battle Royale.

## Trame
Unreal Tournament 2004 prend place dans le même univers de science-fiction futuriste que ses prédécesseurs. Le jeu se déroule en 2303, peu après le tournoi relaté dans UT 2003. Après sa défaite face aux Juggernauts de Gorge, l'équipe de Malcolm, Brock et Lauren est dissoute, ses membres rejoignant leurs anciennes équipes et se préparant à participer à nouveau au tournoi. De nouvelles équipes font également leur apparition, dont une nouvelle équipe de Juggernauts et une équipe envoyée par l'empire des Skaarjs.

## Système de jeu
Comme son prédécesseur, Unreal Tournament 2004 est un jeu de tir à la première personne se focalisant sur des affrontements entre combattants dans des arènes prévues à cet effet. Il se distingue cependant de son prédécesseur en incorporant de nouvelles armes et de nouveaux modes de jeu dans lesquels il est notamment possible d'utiliser des véhicules.

### Équipement
Comme dans Unreal Tournament 2003, le joueur dispose de deux armes au début d'un match standard : le fusil d'assaut, qui dispose notamment d'un lance grenade, et le marteau bouclier, ce dernier étant une arme de faible portée pouvant générer un bouclier et être utilisée pour se propulser en l'air. En explorant l’arène, le joueur peut récupérer d’autres types d’armes plus ou moins puissantes. La plupart des armes du jeu, comme le fusil shock, le link gun ou le canon flak, sont identiques à celles présentes dans UT 2003. De nouvelles armes font néanmoins leur apparition, incluant un poseur de mines, un lance-grenades, un lance missiles et des pointeurs permettant comme l'illuminateur de cible de désigner une cible qui est ensuite attaqué par un bombardier. Certaines armes du précédent opus ont également été modifiées, le link gun offrant par exemple la possibilité de réparer les véhicules ou les tourelles.
En plus des armes standards, certaines armes spéciales ne sont disponibles que dans certains modes de jeux ou par l’intermédiaire d’un « mutator ». Le translocateur, qui n'est disponible que dans certains modes de jeu, projette par exemple un module jusqu’auquel le joueur peut ensuite se téléporter. De son côté, le fusil shock amélioré (l'instagib) n’est disponible qu’en activant un mutator spécifique dans lequel celui-ci devient l’unique arme disponible et permet de tuer n’importe quel adversaire en un coup.
Outre les armes, de nombreux bonus sont disponibles dans le jeu. Les plus fréquents, les trousses de soins et les armures, permettent respectivement de se soigner et d’absorber une partie des dégâts subis par le personnage. Certains bonus plus rares et souvent dissimulés dans un passage secret donnent au joueur des avantages spéciaux temporaires.

### Adrénaline
Comme son prédécesseur, Unreal Tournament 2003 incorpore un système d'adrénaline permettant d'obtenir des bonus supplémentaires. Par différents moyens le joueur peut amasser l'adrénaline, le plus couramment en collectant des pilules ou en tuant des adversaires. Lorsque la jauge atteint 100, le joueur peut effectuer un combo de son choix.
Quatre combos sont ainsi disponibles dans le jeu et permettent respectivement d'augmenter la vitesse de déplacement (speed), de régénérer les points de vie en permanence (booster), de devenir invisible (invisible) ou d'augmenter la cadence de tir des armes (berserk). D'autres combos sont également disponibles via deux mutators, le premier permettant de réduire la taille de son personnage et l'autre permettant de se camoufler en se transformant en un élément de décor.

### Interface
L’interface du jeu est similaire à celle d’Unreal Tournament 2003. La majeure partie de l’écran est occupée par ce que voit le joueur, c’est-à-dire l’environnement et les ennemis qui lui font face. En bas à droite de cette zone, le joueur peut voir l'arme qui équipe son avatar ainsi que la quantité de munitions dont il dispose dans son chargeur. En bas et en haut à gauche sont indiquées les quantités de points de vie et d’armure dont le joueur dispose, et en haut à droite est indiqué le niveau d'adrénaline du joueur.

### Modes de jeu
Comme dans Unreal Tournament 2003, le mode solo du jeu consiste en un tournoi dans lequel le joueur affronte des bots contrôlés par l’intelligence artificielle du jeu. Au début du tournoi, le joueur peut d’abord choisir son équipe, l'apparence de son personnage et le niveau de difficulté. Il accède ensuite aux qualifications du tournoi constituées d'une série de matchs à mort et de matchs à mort en équipe. Après avoir réussi les qualifications, le joueur accède au tournoi et d'autres modes de jeu se jouant en équipe sont débloqués : double domination, capture du drapeau, bombe de balle et assaut. Dans le mode capture du drapeau, chaque équipe tente de dérober le drapeau de l’équipe adverse pour le ramener dans son camp. Dans le mode double domination, deux équipes s’affrontent pour le contrôle de deux points stratégiques d’une carte. Dans le mode bombe de balle, deux équipes se disputent une balle placée au centre de la carte et dont ils doivent s'emparer avant de l'envoyer dans un cercle situé dans le camp adverse pour marquer des points. Enfin, dans le mode assaut, une équipe d’attaquants se voit assigner une série d’objectifs devant être réalisés dans un temps imparti, l’autre équipe devant l’en empêcher. Lorsque les attaquants ont réalisé ces objectifs, les rôles sont inversés, l’autre équipe devant parvenir à accomplir les objectifs en moins de temps que la première. Après chaque match du tournoi, le joueur peut défier — ou être défié par — une autre équipe en mode bloodrite ou en un-contre-un. Bloodrite est un combat en équipe. Si l'équipe défiée gagne, le match est sans effet. Si l'équipe qui a lancé le défi gagne, un joueur de l'équipe défiée (annoncé avant le match) rejoint l'équipe à l'origine du défi. Dans le type de défi, le jouer affronte le chef de l'équipe adverse après avoir parié une certaine somme d'argent. Après avoir remporté chaque tournoi, le joueur accède en finale où son équipe doit affronter l'une des meilleures équipes du tournoi dans un match à mort en équipe avant qu'il n'affronte en duel le chef de l'équipe en question.
Outre la campagne solo, le joueur peut également affronter des bots ou d’autres joueurs en réseau local ou sur Internet dans des parties personnalisées dont il peut définir la difficulté, le mode de jeu, les règles et les adversaires. En plus de ceux disponibles dans la campagne, le joueur a accès à des modes de jeu supplémentaires incluant notamment les modes mutant, dernier survivant, invasion, attaque et une version motorisée de la capture du drapeau. Dans le mode mutant, le premier joueur à tuer un adversaire devient un mutant, plus puissant que les autres personnages mais perdant peu à peu des points de vie. Le mutant est le seul à pouvoir marquer des points en tuant ses adversaires, ces derniers devant le tuer pour prendre sa place. Dans le mode dernier survivant, chaque joueur dispose d’un nombre de vie limité, le dernier joueur en vie remportant la partie. Dans le mode invasion, les joueurs doivent affronter des vagues périodiques de monstres. Enfin, dans le mode attaque, les deux équipes défendent un générateur et se disputent des points de contrôle octroyant à son possesseur des véhicules supplémentaires et la possibilité de se téléporter plus en avant sur la carte et permettant de créer une connexion destiné à détruire le générateur adverse. En plus de ces différents modes, le joueur peut également sélectionner un ou plusieurs mutators permettant de modifier les conditions ou les règles du match.

## Développement
Unreal Tournament 2004 fut développé par Epic Games afin de résoudre les nombreux problèmes et les critiques rencontrées par Unreal Tournament 2003. La majorité des armes voit ses dégâts ajustés pour rééquilibrer le jeu. Plusieurs nouvelles armes sont ajoutées, ainsi que de nouveaux personnages, et l'interface est refaite. Le HUD est refait à l'image de celui du premier Unreal Tournament. Le mode Assaut, présent dans Unreal Tournament mais supprimé dans UT2003, est réintroduit. Avec le nouveau mode attaque, il s'agit du principal mode où sont utilisés les véhicules et tourelles ajoutés au jeu. Le moteur d'affichage est amélioré, le patch 3204 ajoutant notamment un module de rendu Direct X 9. La sortie rapide de UT2004 s'explique par la grande similarité avec UT2003. La majorité du moteur, des modes, et du contenu est reprise telle qu'elle avec des altérations mineures.

### Évolutions
Unreal Tournament 2004 utilise l'Unreal Engine 2.5, versions optimisée de l'Unreal Engine 2, aux performances, au rendu et à la flexibilité supérieurs, incorporant notamment un système de gestion de véhicules complet, là où UT2003 n'incorporait qu'un véhicule de test réalisé à l'aide de scripts exigeants en ressources et peu optimisé. La dernière version de UT2003 est la 2225 ; l'ultime version de UT2004 est la 3369. Les deux jeux ne sont pas compatibles.
En plus d'un grand nombre de maps exclusives, Unreal Tournament 2004 comprend tous les niveaux de UT2003 et de ses bonus packs officiels, à l'exception de CTF-DE-LavaGiant2 qui fut cependant portée dessus par un joueur. Certaines sont retouchées lors de leur passage d'un jeu à l'autre. Toutes les ressources utilisées dans UT2003 sont présentes dans UT2004. L'arsenal est enrichi de six nouvelles armes, et parmi les armes héritées, trois utilisent un nouveau modèle. De nombreux éléments de jeu sont revus, comme les dégâts des armes ou la hauteur du point de vue des joueurs.
UT2004 ne reprend pas les éléments de scénario de UT2003 mais inclut l'existence du jeu dans son histoire.

## Versions et modifications

### Versions
Précédent la sortie de la version finale du jeu, une version de démonstration du jeu est publiée le 11 février 2004, celle-ci incluant à l'origine cinq cartes du jeu.
La version PC du jeu est publiée par Infogrames le 15 mars 2004. Le jeu est alors également disponible en version collector, celle-ci incluant notamment un casque audio Logitech ainsi qu'un DVD supplémentaire contenant des tutoriels pour UnrealEd.
Le jeu est ensuite publié sur Mac OS X par MacSoft Games le 31 mars 2004.
Une version spéciale du jeu est publiée le 21 septembre 2004 sous le titre Unreal Tournament 2004 Editors Choice Edition. Celle-ci inclut notamment trois nouveaux véhicules, quatre nouvelles cartes, six nouveaux personnages et plusieurs mods développés par des fans, ce contenu additionnel étant également disponible en téléchargement dès le 23 septembre.
Le jeu a également été republié le 6 novembre 2006 dans la compilation Unreal Anthologie incluant également Unreal, son extension, Unreal Tournament, et Unreal 2: The Awakening.

### Bonus Pack
Après la sortie du jeu, Epic Games et Digital Extremes continuent d’enrichir le jeu par l’intermédiaire de « bonus pack » disponibles gratuitement en téléchargement. Le premier inclut deux nouvelles cartes et le suivant, publié le 23 septembre 2004, inclut le contenu additionnel de la version Unreal Tournament 2004 Editors Choice Edition du jeu,.

### Modifications
En plus du contenu téléchargeable publié par Epic Games et Digital Extremes, de nombreuses cartes et modifications du jeu ont été mises à disposition en téléchargement par des fans. Certains mods — comme Chaos UT2 — ajoute simplement du contenu supplémentaire, comme de nouvelles armes ou de nouvelles options. D’autres transforment complètement le jeu en modifiant son gameplay en profondeur. C’est le cas notamment de Red Orchestra dont l’action se déroule pendant la Seconde Guerre mondiale et qui propose notamment un arsenal d’armes et de véhicules réalistes. Dans un autre registre, Unwheel transforme UT2004 en un jeu vidéo de course dans lequel les joueurs peuvent notamment piloter des voitures ou des monster truck dans différents modes de jeu.

## Accueil

### Critiques
| Unreal Tournament 2004 |      |        |
| Média                  | Nat. | Notes  |
| Eurogamer              | US   | 9/10   |
| Gamekult               | FR   | 8/10   |
| Game Revolution        | US   | A-     |
| GameSpot               | US   | 94 %   |
| GameSpy                | US   | 5/5    |
| Gen4                   | FR   | 90%    |
| IGN                    | US   | 94%    |
| Joystick               | FR   | 8/10   |
| Compilations de notes  |      |        |
| Metacritic             | US   | 93 %   |
| MobyGames              | US   | 90 %   |
| GameRankings           | US   | 92,6 % |

### Ventes
D'après les chiffres annoncés par le NPD Group, Unreal Tournament 2004 est le deuxième jeu vidéo PC le plus vendu dans le monde au cours de la dernière semaine de mars 2004, la version collector du jeu prenant la troisième place du classement. Deux semaines plus tard, le jeu est toujours en deuxième position du classement des meilleures ventes.

## Postérité

### Suites
Après la sortie d’Unreal Tournament 2004, Epic Games se concentre sur le développement d'une nouvelle génération de moteur graphique, l'UnrealEngine 3, qu'ils utilisent ensuite pour développer Unreal Tournament 3 qui est publié en novembre 2007.
Un nouveau Unreal Tournament, utilisant l'UnrealEngine 4, est actuellement en développement.

### Licence
Comme pour l'UnrealEngine 1 d′Unreal et d′Unreal Tournament, Epic Games met le moteur du jeu, baptisé UnrealEngine 2, à disposition sous licence. Celui-ci s'impose comme un des moteurs de jeu les plus populaires du marché, celui-ci étant alors utilisé par de nombreux studios de développement pour créer des jeux tels que Deus Ex: Invisible War.